# Satanas
Satanas (лат. , от лат. satanas «сатана») — род ктырей подсемейства Asilinae (триба Asilini) из подотряда короткоусые, включающий крупных представителей Asilidae (например, Satanas gigas достигает 5 см в длину). Стройные хищные мухи с цилиндрическим брюшком. Хоботок короче головы, овальный или округлый в своём поперечном сечении (в вершинной половине). Ариста усиков простая, не перистая. Щупики 2-члениковые. Населяют аридные регионы Евразии (пустыни и степи от Северной Африки до Монголии).
Около 10 видов.
- Satanas agha  Engel, 1934
- Satanas chan Engel, 1934
- Satanas fuscanipennis (Macquart, 1855)
- Satanas gigas (Eversmann, 1855)
- Satanas minor  (Portschinsky, 1887)
- Satanas nigra  Shi, Y, 1990
- Satanas niveus  (Macquart, 1838)
- Satanas shah  (Rondani, 1873)
- Satanas testaceicornis  (Macquart, 1855)
- Satanas velox Lehr, 1963